# Grievous Angel
Albums de Gram Parsons
GP
(1973) Sleepless Nights
(1976)
Grievous Angel est le second album de Gram Parsons, sorti en 1974, quatre mois après sa mort due à l’excès d’héroïne et d'alcool.

## L'album
Il atteint la 195e place du Billboard 200. 429e des 500 plus grands albums de tous les temps selon Rolling Stone, il fait partie des 1001 albums qu'il faut avoir écoutés dans sa vie. À sa sortie il a été bien reçu par les critiques mais n'a pas atteint de succès commercial.

### Titres
Tous les titres sont de Gram Parsons, sauf mention contraire. 

#### Face A
1. Return of the Grievous Angel (4:19)
2. Hearts on Fire (Walter Egan, Tom Guidera) (3:50)
3. I Can't Dance (Tom T. Hall) (2:20)
4. Brass Buttons (3:27)
5. $1000 Wedding (5:00)

#### Face B
1. Medley Live from Northern Quebec
  - (a) Cash on the Barrelhead (Charlie Louvin, Ira Louvin) (2:12)
  - (b) Hickory Wind (Parsons, Bob Buchanon) (4:15)
2. Love Hurts (Boudleaux Bryant) (3:40)
3. Ooh Las Vegas (Parsons, Ric Grech) (3:29)
4. In My Hour of Darkness (Parsons, Emmylou Harris) (3:42)

### Musiciens
- Gram Parsons : voix, guitare acoustique
- Emmylou Harris : voix (tous les titres sauf Brass Buttons)
- Glen D. Hardin : piano, piano électrique sur Brass Buttons
- James Burton : guitare électrique
- Emory Gordy, Jr. : basse
- Ronnie Tutt : batterie
- Herb Pedersen : guitare rythmique acoustique et électrique (sur I Can't Dance)
- Al Perkins : pedal steel
- Bernie Leadon : guitare acoustique sur Return of the Grievous Angel, guitare électrique sur Hearts on Fire, dobro sur In My Hour of Darkness
- Byron Berline : fiddle sur Return of the Grievous Angel, Medley Live from Northern Quebec et In My Hour of Darkness, mandoline sur Medley
- N.D. Smart : batterie sur Hearts on Fire et In My Hour of Darkness
- Steve Snyder : vibraphone sur Medley Live from Northern Quebec
- Linda Ronstadt : voix sur In My Hour of Darkness
- Kim Fowley, Phil Kaufman, Ed Tickner, Jane et Jon Doe : chœurs sur Medley Live from Northern Quebec